# Grossinger János Keresztély
Grossinger János Keresztély (Komárom, 1728. szeptember 2. – Komárom, 1803. január 2.) jezsuita pap, természettudós.

## Élete
Apja Grossinger Krisztián hentesmester volt Komáromban, és egy időben a város szenátora lett. Anyja Terézia volt. A komáromi jezsuitáknál tanult, majd 13 évesen Nagyszombatba került, végül Trencsénben fejezte be a középiskolai tanulmányait. 1745-ben belépett a jezsuita rendbe. 1746–1748 között Ungvárott klasszikafilológiát és bölcseletet adott elő. 1752-ben Grazban doktorátust szerzett. 1753-ban és 1754-ben Komáromban tanított a jezsuita gimnáziumban.
Már fiatalon érdeklődött az ország természeti viszonyai iránt, 1743-tól kezdve pedig bejárta az ország számos vidékét. Győri tanársága idején a Balatonhoz és a Velencei-tóhoz is eljutott. 1762–1769 között Nagyszombatban tanított, ahonnan Kassára került, és 1769–1770-ben a konviktus igazgatója volt. Kassán természetrajzi múzeumot létesített. Onnét Bécsbe helyezték át, ahol a Theresianumban görög és magyar nyelvet oktatott. Hamarosan az Itáliában állomásozó Haller ezred tábori papja lett és Cremonában, Milánóban és Mantovában ismerkedhetett az ottani természeti viszonyokkal. A következő években ezredével megfordult Magyarország számos helyén, még a Partiumba és Erdélybe is eljutott.
Miután elhatározta Magyarország természetrajzi leírásának megírását, tudatos gyűjtésbe kezdett. Az első magyar természetvizsgáló, aki hazánk egész területének természeti kincseit összefoglaló munkában kívánta feldolgozni és közzétenni. Hogy nyugodtabb körülmények között folyamatosan tudjon dolgozni művén, 1780-tól a komáromi Óvár lelkésze lett. Utazásait anyaggyűjtésre használta fel.
Valószínűleg az 1783-as komáromi földrengés hatására az első nyomtatásban megjelent munkája a magyarországi földrengéseket vette számba 1040-től 1783-ig. A kilenc kötetre tervezett monumentális művéből (I. Állattan, 591 oldal; II. Madarak, 462 oldal; III. Halak, kétéltűek és a hüllők, 400 oldal; IV. Rovarok, 416 oldal; V/1. Növények, 344 oldal) valószínűleg anyagi gondok miatt (alig 120 előfizetőt sikerült megnyernie) csak öt jelent meg. A hatodik kötet a botanikai rész befejezése, a hetedik kötet egyfajta földtani tájleírás („oryctographia”), a nyolcadik kötet ásványtan, a kilencedik pedig hidrológia, azaz vízrajz lett volna. Ezek kéziratban maradtak. Latin nyelvű művének függelékében felsorolta az állatok nevét magyar, latin, szlovák és német nyelven. Művét az utókor részéről súlyos kritikák érték, főként a nevezéktan következetlen használatáért, illetve a mesék és mondák átvételéért. Mindezek ellenére a kötetek számos faunisztikai és florisztikai adatot és megfigyelést tartalmaznak.

## Művei
- Universa historia physica regni Hungariae secundum tria regna naturae digesta, 1793